# Actinote erebia
Actinote erebia är en fjärilsart som beskrevs av Charles Oberthür 1917. Actinote erebia ingår i släktet Actinote och familjen praktfjärilar. Inga underarter finns listade i Catalogue of Life.